# Patrick Forrester
Patrick Graham Forrester (El Paso, 31 de março de 1957) é um astronauta norte-americano.

## Biografia
Formado em ciências aplicadas e engenharia pela Academia Militar dos Estados Unidos, recebeu a patente de segundo-tenente do exército após a formatura. Entrou em seguida para a escola de aviação do exército e se tornou piloto-aviador em setembro de 1980. Em 1984 foi transferido para o Havaí onde serviu como oficial de batalhão de assalto de helicópteros. Em 1992 formou-se na escola naval de pilotos de teste e passou a voar como piloto de testes da marinha. Quando se retirou das forças armadas em outubro de 2005, Forrester já tinha completado 3700 horas de voo em cinquenta tipos diferentes de aeronaves.
Ele entrou para a NASA em 1993, como engenheiro aeroespacial no Centro Espacial Lyndon B. Johnson em Houston, Texas. Após completar o período padrão de treino de dois anos, foi qualificado para voo como especialista de missão. Inicialmente, foi designado para o Centro Espacial John F. Kennedy como membro de equipe de suporte de astronautas, responsável pela checagem final pré-lançamento do veículo espacial e da tripulação. Depois atuou como assistente técnico do diretor de operações de voo.
Em 2001, foi pela primeira vez ao espaço a bordo da Discovery, numa missão de doze dias da STS-105 que instalou na Estação Espacial Internacional o módulo de múltiplas funções Leonardo e colocou na Estação Espacial Internacional os integrantes da Expedição 3. Durante esta missão, Forrester acumulou um total de 11 horas e 45 minutos de Atividades extra-veiculares, em duas caminhadas fora da nave.
Em 8 de junho de 2007 subiu novamente ao espaço como tripulante da nave Atlantis, na missão STS-117. A terceira viagem de Forrester foi na STS-128 Discovery, lançada em 29 de agosto de 2009, onde ele faz parte da tripulação como especialista de missão.